# Anderhalfdeksbus

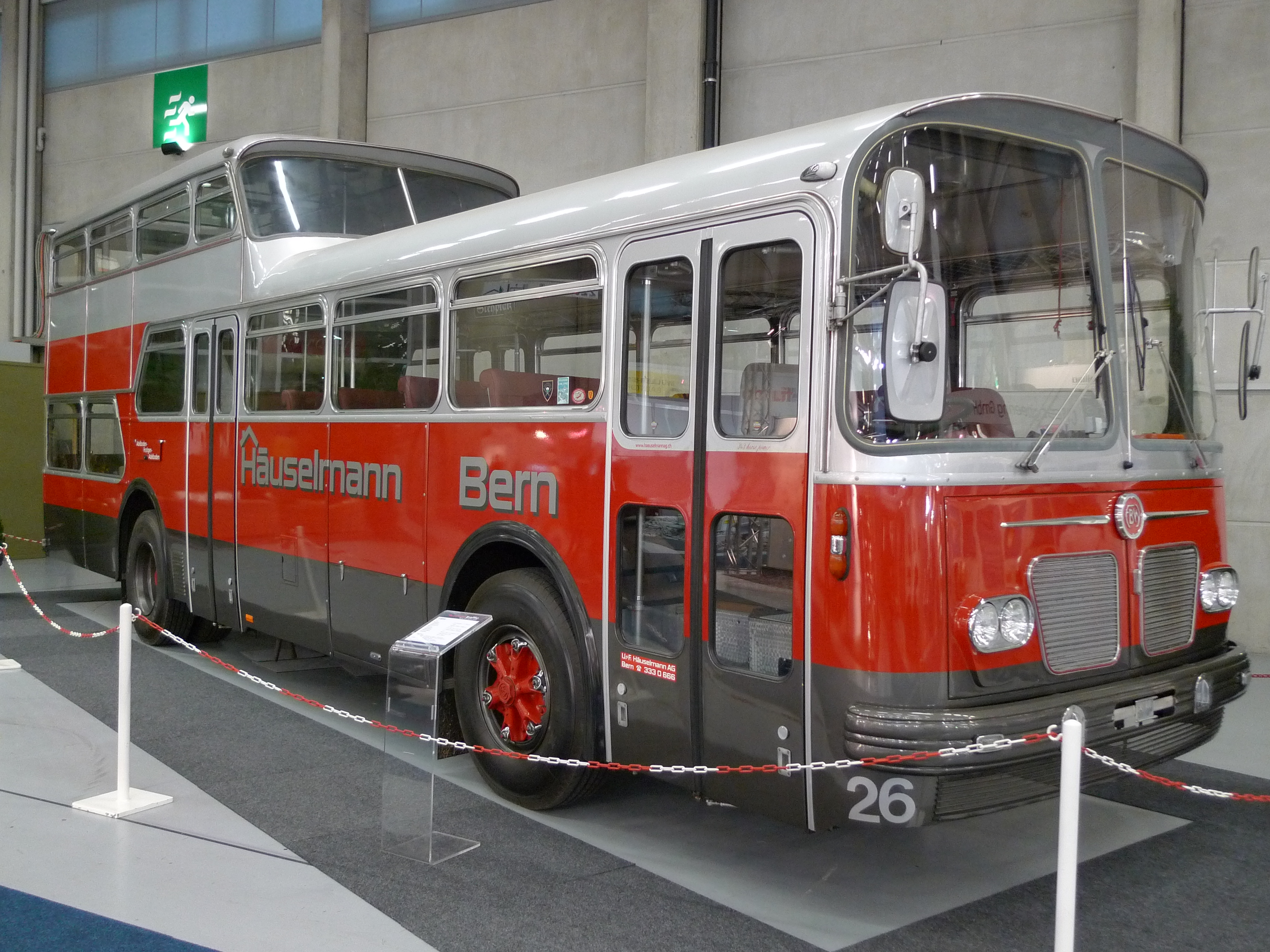
Anderhalfdeksbus van fabrikant Franz Brozincevic & Cie., Wetzikon (FBW) met Vetter-carrosserie, bouwjaar 1966

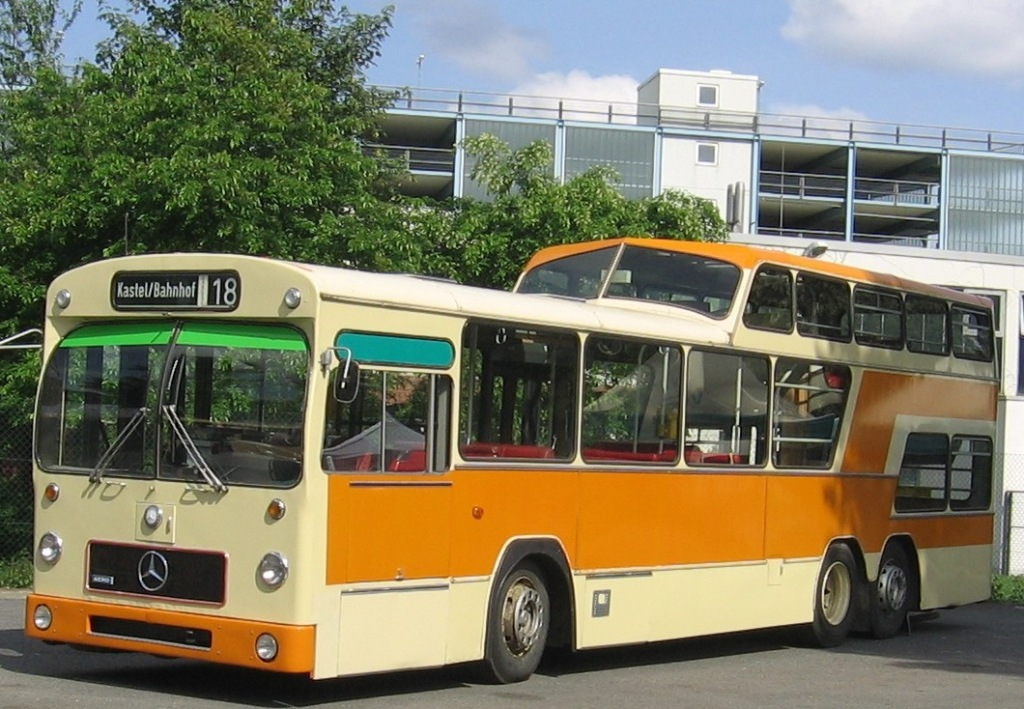
Latere anderhalfdeksbus op Daimler-Benz-onderstel met front van VÖV-standaardbus

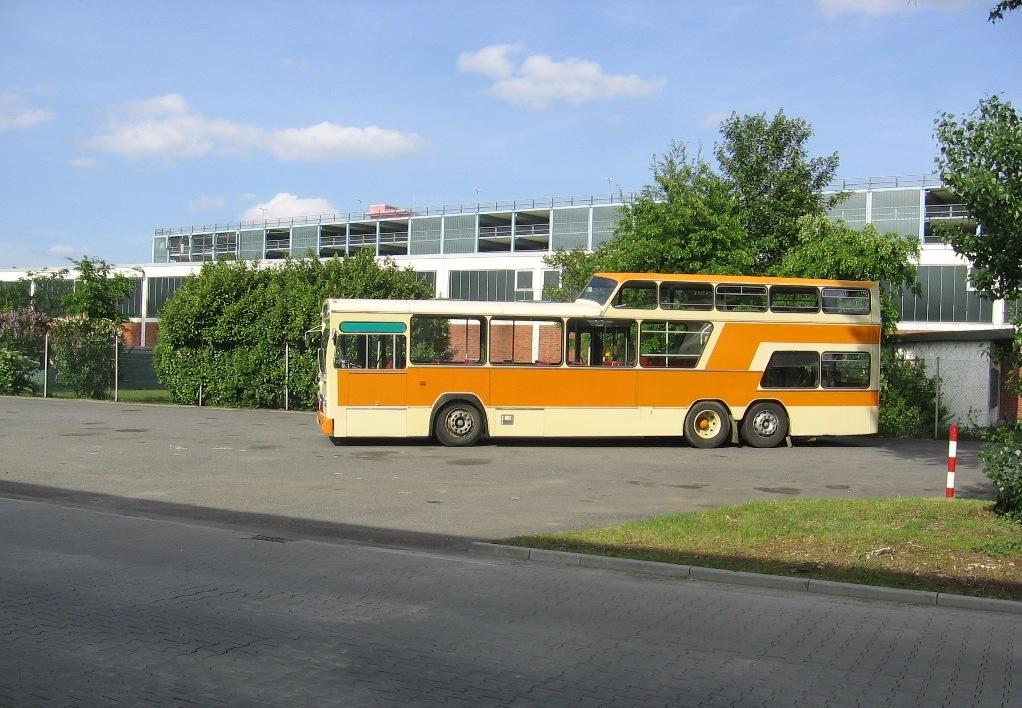
Zijzicht van een bus met eenmansbediening

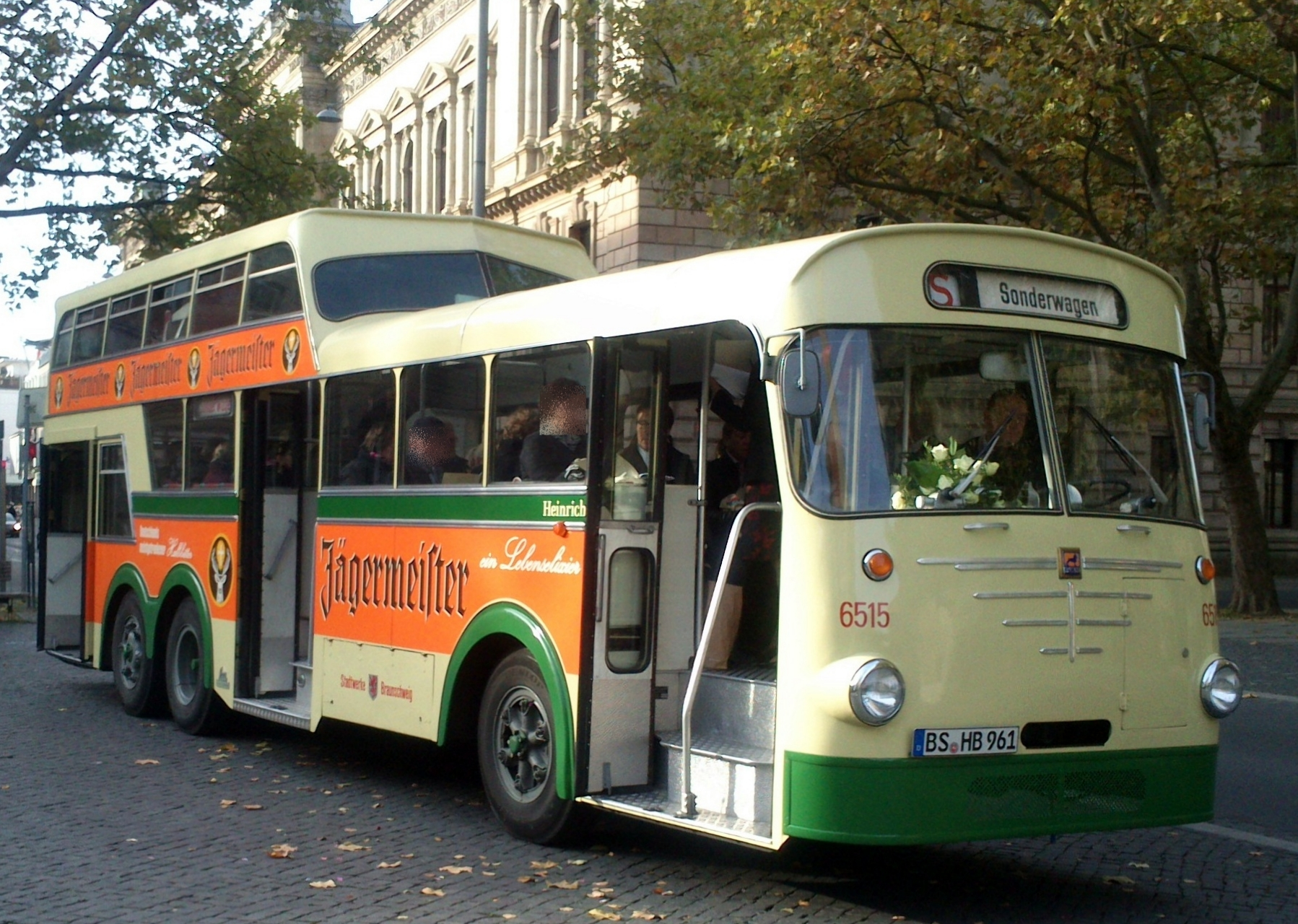
Büssing-andelhalfdeksbus van Braunschweig uit 1965 in gerestaureerde toestand, 2015. Dit voertuig geldt als de oudste, origineel bewaarde Duitse anderhalfdeksbus.

Een anderhalfdeksbus, ook eenenhalfdekker genoemd, is een autobus of trolleybus, waarvan de achterste helft als dubbeldeksbus is uitgevoerd.

## Geschiedenis
De vorm van de anderhalfdeksbus werd in 1949 ontwikkeld door het carrosseriebedrijf Gebr. Ludewig uit Essen. Eerst werden er volgens dit principe enkel touringcars gebouwd maar in 1955 ontstond in samenwerking met het stadsvervoerbedrijf van Duisburg de eerste anderhalfdeks-stadsbus. Na het faillissement van Gebr. Ludewig, die tot dan meer dan 800 anderhalfdeksbussen had gebouwd, zette de carrosseriefabriek Vetter uit Fellbach de productie verder tot in 1988. Door een tijdelijke overbelasting van de fabriek van Ludewig, had Vetter in de jaren 1960 met de goedkeuring van Ludewig al enkele anderhalfdeksbussen gebouwd. Het patent voor de bouw van deze bussen was uitsluitend in handen van Ludewig.
In 1995 werd met behulp van de oude plannen toch nog een enig exemplaar gebouwd op basis van een bus van het type Mercedes-Benz O 408. Het voertuig was bedoeld voor het busbedrijf Anton Schuster uit Durlangen (Baden-Württemberg). Deze bus werd nog tot in de jaren 2010 ingezet in het regulier verkeer rond Schwäbisch Gmünd.
De carrosserie werd overwegend gebouwd op een chassis van Büssing (later MAN) en Daimler-Benz. Oudere exemplaren kwamen meestal terecht op een chassis van Krupp, Faun of Henschel. Om statische redenen werden chassis met een sleepas gebruikt.
Ten opzichte van een dubbeldeksbus had een anderhalfdeksbus het voordeel van een lagere hoogte waardoor deze meer onderdoorgangen kon passeren. De bouwwijze maakte achteraan een verlaagd opstapplatform mogelijk met een dubbele ingangsdeur (lagevloerprincipe) met daarnaast een vaste plaats voor de ontvanger. Door een snelle opstap waarbij de reizigers plaats namen op het grote staplatform en de ontvanger tijdens het rijden de reizigers kon bedienen, kon het oponthoud aan de haltes worden ingekort. De reizigers konden zich nadien verdelen in het voertuig. Het uitstappen gebeurde meestal langs de dubbele middendeur en een, bij de eerste voertuigen, enkelvoudige voordeur naast de chauffeur.
Door de in de jaren 1960 ingevoerde eenmansbediening zonder ontvanger, werd de reizigersstroom in de voertuigen omgekeerd. Om vooraan een dubbele instapdeur te kunnen voorzien, werd de voorste overhang verlengd. Het verlaagde platform achteraan bood niet langer meer het voordeel van een lage instap en werd voortaan voorzien van extra zitplaatsen. De opstap vooraan vereiste nu drie treden door de aanwezigheid van de motor onder de vloer.
Na de invoering van de VÖV-standaardlijnbus gebruikte men ook voor de anderhalfdeksbus gestandaardiseerde onderdelen (voorruiten, vensters, deuren, centrale elektrische verwarming, chauffeurszetel) teneinde de voordelen van de uniformisering ook voor dit type bus toe te passen.
Anderhalfdeksbussen kwamen tussen het einde van de jaren 1950 en tot in de jaren 1970 vooral voor in het regulier verkeer. Zij hadden met de toen gangbare inzet van een ontvanger het voordeel van een grote capaciteit gecombineerd met een relatief kleine ruimte-inname op de weg. Dit type bus won aan belang na het in voege treden van het verbod om nog reizigers te vervoeren in een bus-aanhangwagen. Vanaf de late jaren 1960 werden de anderhalfdeksbussen steeds meer vervangen door gelede bussen. Deze boden het voordeel om bij eenzelfde aantal zitplaatsen meer staanplaatsen te kunnen bieden. Door de grotere series waren zij ook goedkoper bij aankoop. De meeste op het einde van de jaren 1970 en in de jaren 1980 nog voorhanden zijnde anderhalfdeksbussen waren actief in het schoolvervoer. Er zijn slechts enkele van deze voertuigen bewaard gebleven.

## Trolleybussen

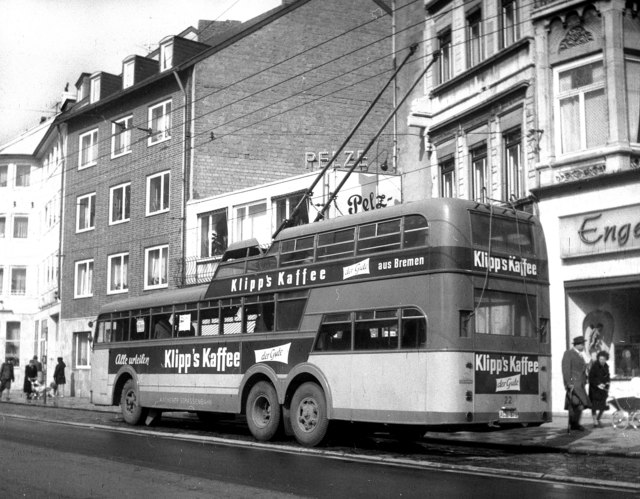
Anderhalfdeks-trolleybus op een Henschel-onderstel in Aken, 1962

Een bijzondere uitvoering van de anderhalfdeksbus waren de 29 trolleybussen van fabrikant Ludewig (25 stuks) en Vetter (vier stuks) die vanaf 1956 gebouwd werden voor vier Duitse steden:
- 18 voertuigen voor de trolleybus van Osnabrück (nummers 201-204, 209, 212-215, 227-235);
- zeven voertuigen voor de trolleybus van Hildesheim (nummers 12, 15, 17-19, 24, 25);
- drie voertuigen voor de trolleybus van Wuppertal (nummers 309, 311, 312);
- een voertuig voor de trolleybus van Aken (nummer 22).

De trolleybus van Aken is de enige die bewaard werd. Sinds 1972 bevindt het voertuig zich in het Engelse trolleybusmuseum van Sandtoft.